# Up (Olly Murs)
Up is een nummer van de Britse zanger Olly Murs uit 2015, in samenwerking met de Amerikaanse zangeres Demi Lovato. Het is de tweede single van Never Been Better, het vierde studioalbum van Olly Murs.
"Up" werd vooral een hit op de Britse eilanden en in Oostenrijk, Nieuw-Zeeland, Hongarije en Zuid-Afrika. Het bereikte de 4e positie in het Verenigd Koninkrijk. In het Nederlandse taalgebied had het nummer iets minder succes; met in Nederland een 6e positie in de Tipparade en in Vlaanderen een 15e positie in de Tipparade.